# Four de verrier

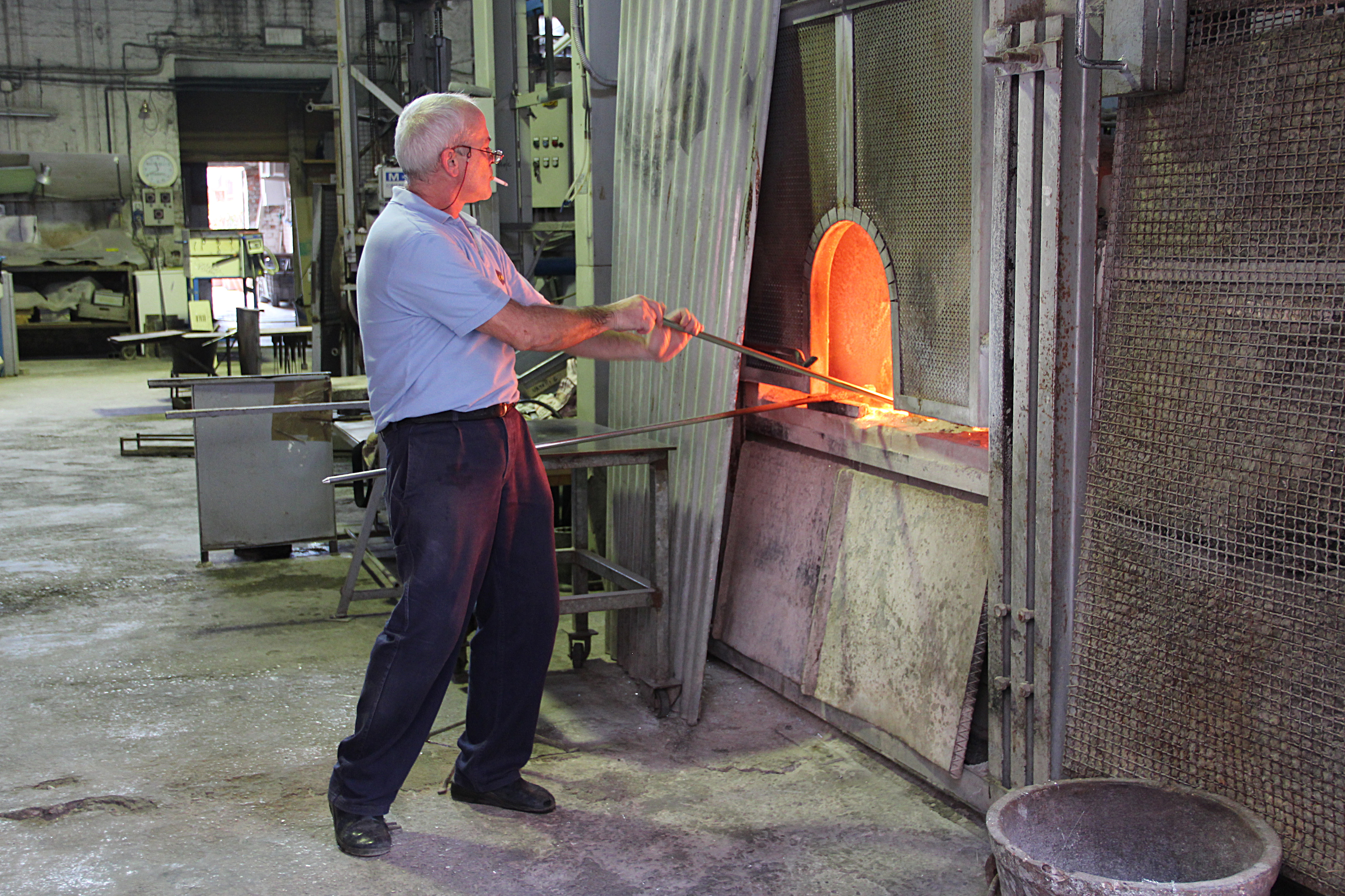
Maître verrier cueillant une paraison sur sa canne dans un four.

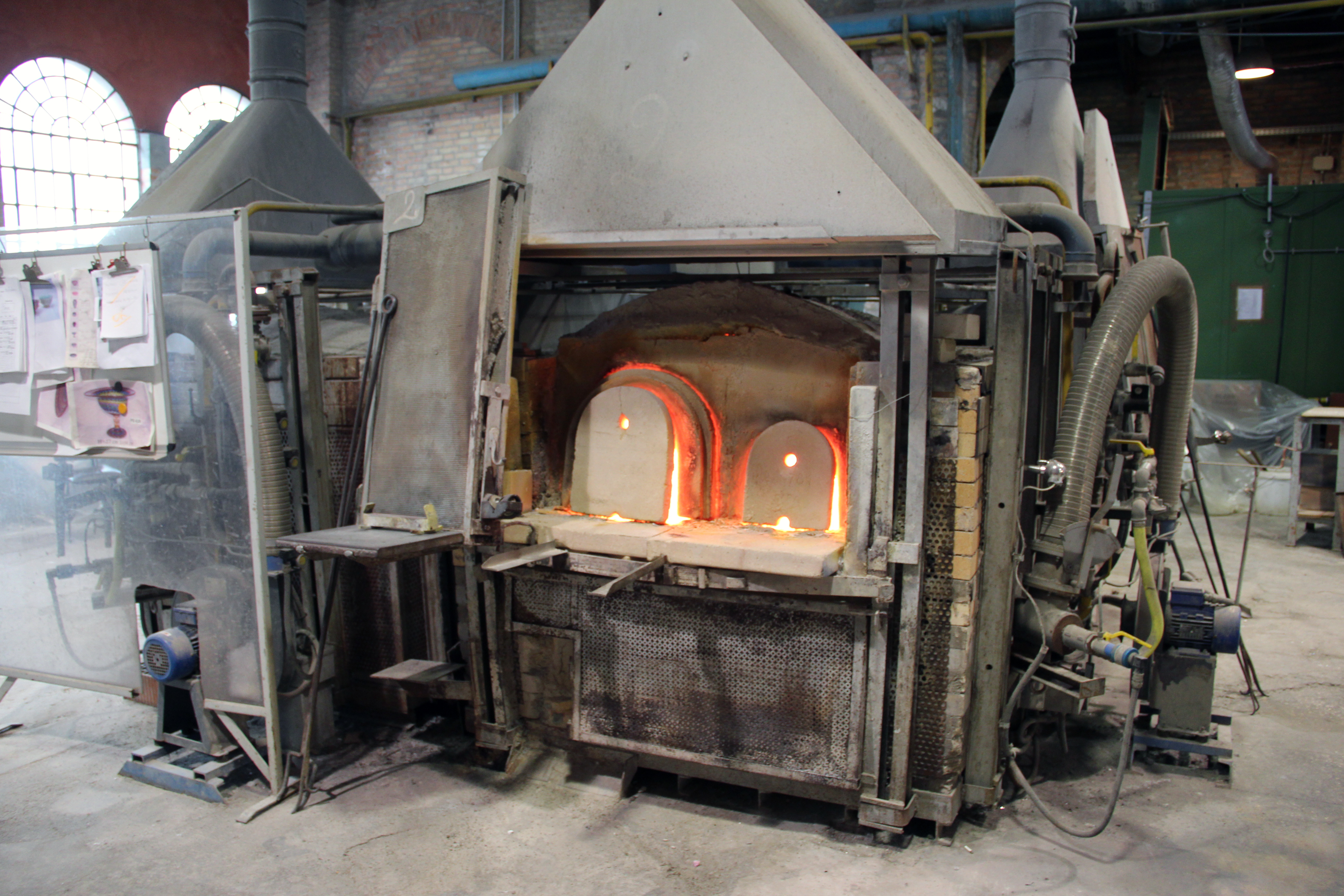
Four de la verrerie Lazzarini & Ferro à Murano.

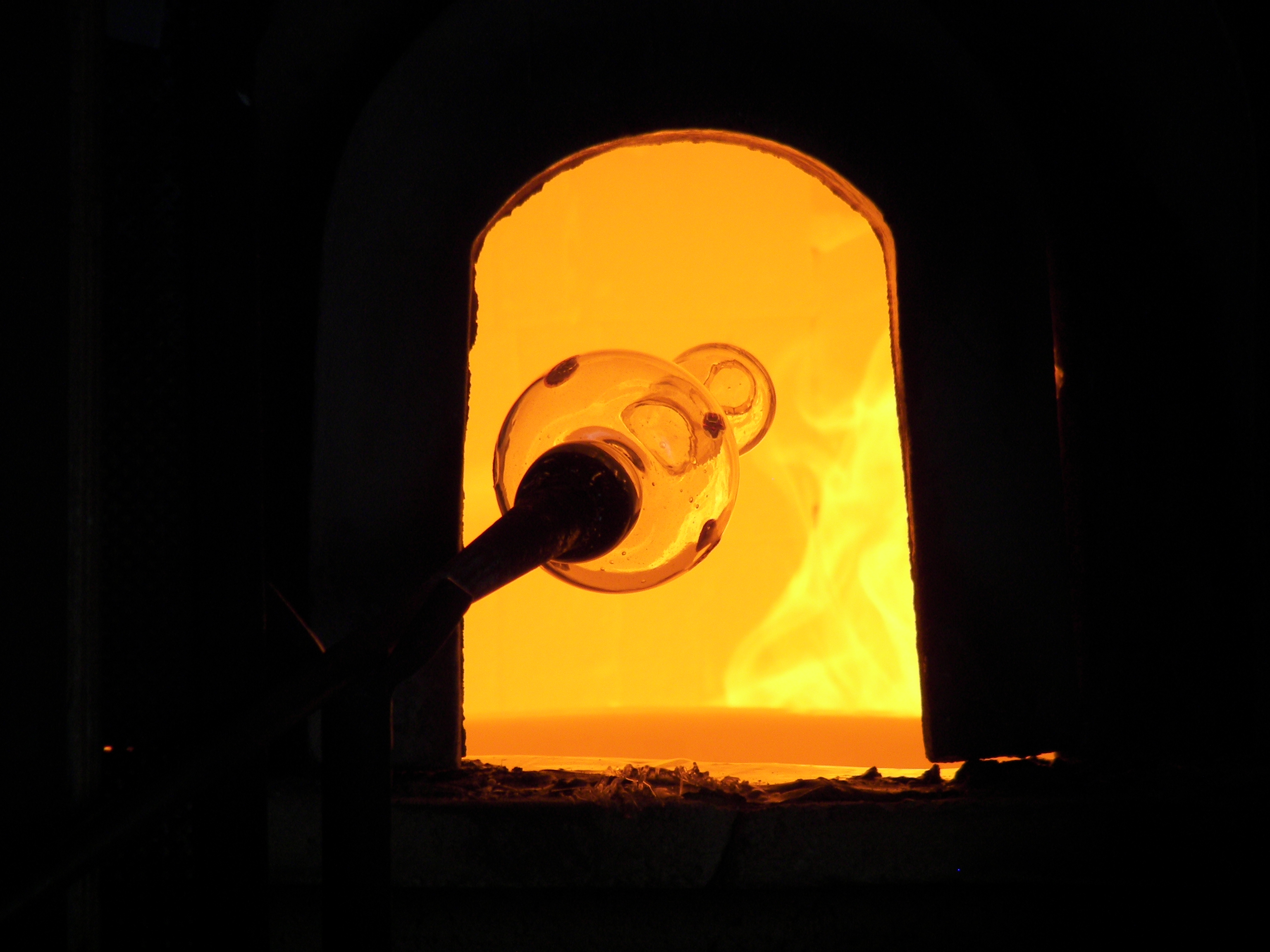
Un four de verrier.

Le four de verrier ou four de verrerie est un four destiné à la préparation du verre pour la verrerie. On distingue les fours de fusion qui permettent de créer la matière du verre (four à pot, four à bassin), de ceux utilisés dans des opérations ultérieures de mise en forme du verre que ce soit le thermoformage ou le fusing (four à cloche) ou le refroidissement après soufflage (four à temporiser).
Le four de fusion permet l'élaboration du verre à partir du mélange des matières vitrifiables appelé « composition » par les verriers.
Cette élaboration comporte quatre phases : la fusion à proprement parler (passage de l'état pulvérulent du mélange à l'état liquide), l'affinage (élimination des composés gazeux), l'homogénéisation de la masse vitreuse, puis le conditionnement thermique aussi appelé « braise » (abaissement à une température permettant ensuite son formage).
Ces quatre opérations sont réalisées de manière successive dans un four à creuset ou « four à pot », alors qu'elles sont réalisées de manière continue dans un four à bassin.

## Four à pot
Le four à pot, la plus ancienne technologie de four de fusion du verre, existe depuis l'Antiquité.
Dans un four circulaire ou rectangulaire sont disposés de un à seize récipients en terre réfractaire appelés pots ou creusets que l'on remplit de mélange vitrifiable. Les pots changent de température pour réaliser les différentes étapes de l'élaboration du verre. La durée de vie des pots est limitée à quelques mois d'utilisation.

## Four à bassin
Inventé en 1952 par Alastair Pilkington (en), le four à bassin est aujourd’hui la technologie de four de fusion du verre la plus utilisée.
Le four à bassin est un long couloir en matière réfractaire à un ou deux compartiments qui peut atteindre 50 m de long et 10 m de large et traiter jusqu'à 600 tonnes de verre par jour. La masse vitreuse progresse le long du couloir où ont lieu les différentes étapes de sa fabrication. On distingue deux sortes de fours à bassin : ceux pour le verre plat avec deux procédés possibles (« float », le verre est déposé sur un bain d’étain en fusion ou « twin », le verre s'écoule entre deux rouleaux lamineurs) et ceux pour le verre creux. La durée d'activité d'un four à bassin peut atteindre 12 ans.

## Four à cloche
Le four à cloche est utilisé pour le thermoformage ou le fusing.

## Four à temporiser
Le four à temporiser ou « arche » permet de refroidir lentement les pièces de verre soufflé.